# Seelenhaus

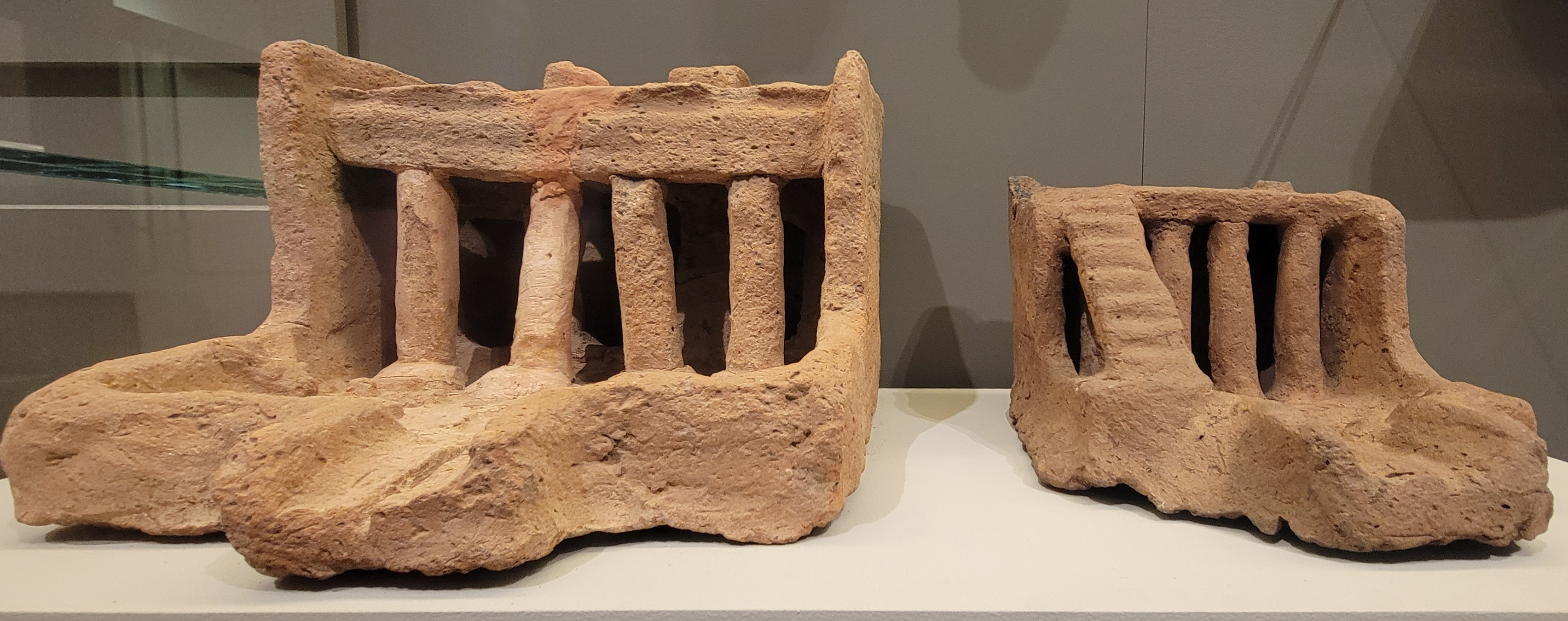
Zwei Seelenhäuser, Boston Museum of Fine Arts

Als Seelenhaus bezeichnet man kleine tönerne Modelle von Häusern, die im Mittleren Reich (etwa 2000 bis 1650 v. Chr.) des Alten Ägyptens als Grabkennzeichen und Opferkultstelle vor allem für ärmere Bevölkerungsschichten dienten.
Seelenhäuser kamen bei Ausgrabungen an vielen Orten in Ägypten zum Vorschein, besonders viele und gut erhaltene Exemplare stammen aus Rifeh. Die Seelenhäuser haben meist einen Hof mit Opfergaben. Das eigentliche Haus zeigt eine Front mit Säulen. Dahinter befinden sich Räume, in denen sich auch Modelle von Betten und Stühlen befinden können. Einige Häuser enthalten auch Tonfiguren von Menschen. Zahlreiche Seelenhäuser haben auch ein weiteres Stockwerk. Eine vereinfachte Form sind Opfertafeln ohne Haus, aber mit der Darstellung von Opfergaben.